# Anatoly Krutikov
Anatoly Fyodorovich Krutikov (Slepushkino, 21 de setembro de 1933 – 8 de novembro de 2019) foi um futebolista russo nascido na União Soviética, que atuou como zagueiro.

## Carreira
Em clubes, Krutikov defendeu a antigas denominações do CSKA Moscou: CDSA Moscou e CSK MO Moscou, mas na maior parte do tempo atuou pelo Spartak Moscou.
Integrou o elenco da Seleção Soviética de Futebol que sagrou-se campeão da Copa das Nações Europeias de 1960.[carece de fontes?] No dia 8 de novembro de 2019, o Spartak Moscou divulgou que Krutikov morreu aos 86 anos de idade.

## Títulos
Seleção Soviética
- Copa das Nações Europeias: 1960